# Pierre Marie Giraud
Pour les articles homonymes, voir Giraud.
 (mai 2016).
Pierre Marie Giraud (né le 21 avril 1973, Bourges) est un marchand d’arts décoratifs français établi à Bruxelles.

## Biographie
Historien de l’art, il fait ses armes à Paris chez l’expert en Art nouveau et Art déco, Alain Blondel, puis chez l’architecte d’intérieur Chahan Minassian.
Collectionneur et spécialiste de la céramique moderne et contemporaine, il est considéré comme le meilleur marchand européen dans cette spécialité. En 2011 il quitte sa galerie du Sablon pour ouvrir un nouvel espace dans le quartier résidentiel d’Ixelles. Dans ce vaste espace il développe son activité sur le design, en exposant le mobilier de Rick Owens, le verre avec Ritsue Mishima et le bambou contemporain avec Shouchiku Tanabe. Il y développe également son programme céramique et représente les meilleurs artistes européens, américains, africains et japonais dont il est devenu le principal spécialiste en occident.
Il collabore régulièrement avec les musées et a été en 2012 commissaire de l’exposition Kristin McKirdy au Musée de Sèvres.
Il participe chaque année aux Foires Design Miami et Design Miami/Basel.